# Церква Вознесіння Господнього (Кривче)
Церква Вознесіння Господнього в Кривчому — парафія і храм Борщівського благочиння Тернопільської єпархії Православної церкви України в селі Кривче Чортківського району Тернопільської области.

## Історія церкви
У 1710 році в селі звели дерев'яний храм Вознесіння Господнього, який згорів у 1914 році. На його місці у 1916 році збудували новий, також дерев'яний.
У 1902 році на третій день Святої Трійці пастушкам над входом до Кришталевої печери з'явилася Божа Матір. На честь цієї події було збудовано капличку. Під час Другої світової війни радянський підрозділ НКВС підірвав її, підозрюючи, що там переховуються вояки УПА. Нову капличку збудували лише у 1991 році завдяки голові колгоспу села Кривче Богдану Федорчуку.

## Парохи
- о. Володимир Качан.